# Zaschwitz (Grimma)

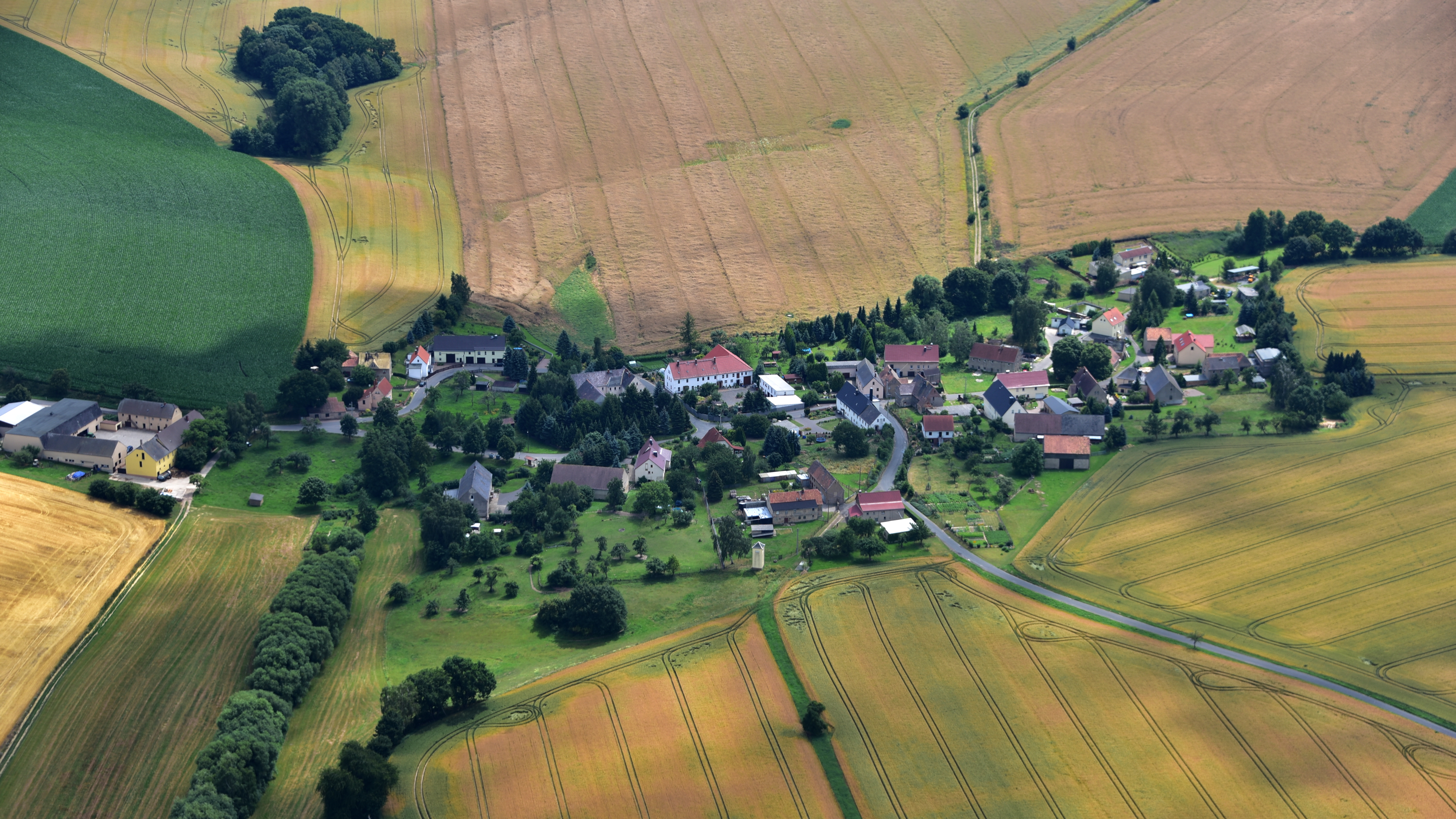
Zaschwitz (Grimma), Luftaufnahme (2017)

Zaschwitz ist ein Dorf im Landkreis Leipzig in Sachsen. Politisch gehört der Ort seit Anfang 2011 zu Grimma. Er liegt an der A14 zwischen Mutzschen und Grimma, rund zehn Kilometer östlich der Grimmaer Innenstadt.
Urkundlich wurde Zaschwitz 1350 das erste Mal als „Zcazluwicz“ genannt. Weitere Nennungen waren:
- 1378: Zczzelwicz, Czosselwicz
- 1417: Szhassewitz
- 1421: Czasewicz, Czasswicz, Szasselwicz
- 1478: Czoßwitz
- 1488: Zoschewitz, Czossewicz
- 1517: Zcaßwitz
- 1542: Zaschwitz
- 1875: Zaschwitz b. Grimma

## Entwicklung der Einwohnerzahl
| Jahr    | Einwohnerzahl                                         |
| ------- | ----------------------------------------------------- |
| 1548/51 | 14 besessene Mann, 4 Inwohner, 15 Hufen               |
| 1764    | 11 besessene Mann, 3 Gärtner, 3 Häusler, 13 3⁄4 Hufen |
| 1834    | 157                                                   |
| 1871    | 170                                                   |

| Jahr | Einwohnerzahl |
| ---- | ------------- |
| 1890 | 154           |
| 1910 | 151           |
| 1925 | 146           |
| 1939 | 125           |

| Jahr | Einwohnerzahl |
| ---- | ------------- |
| 1946 | 199           |
| 1950 | 101           |